# Xe đẩy trẻ em

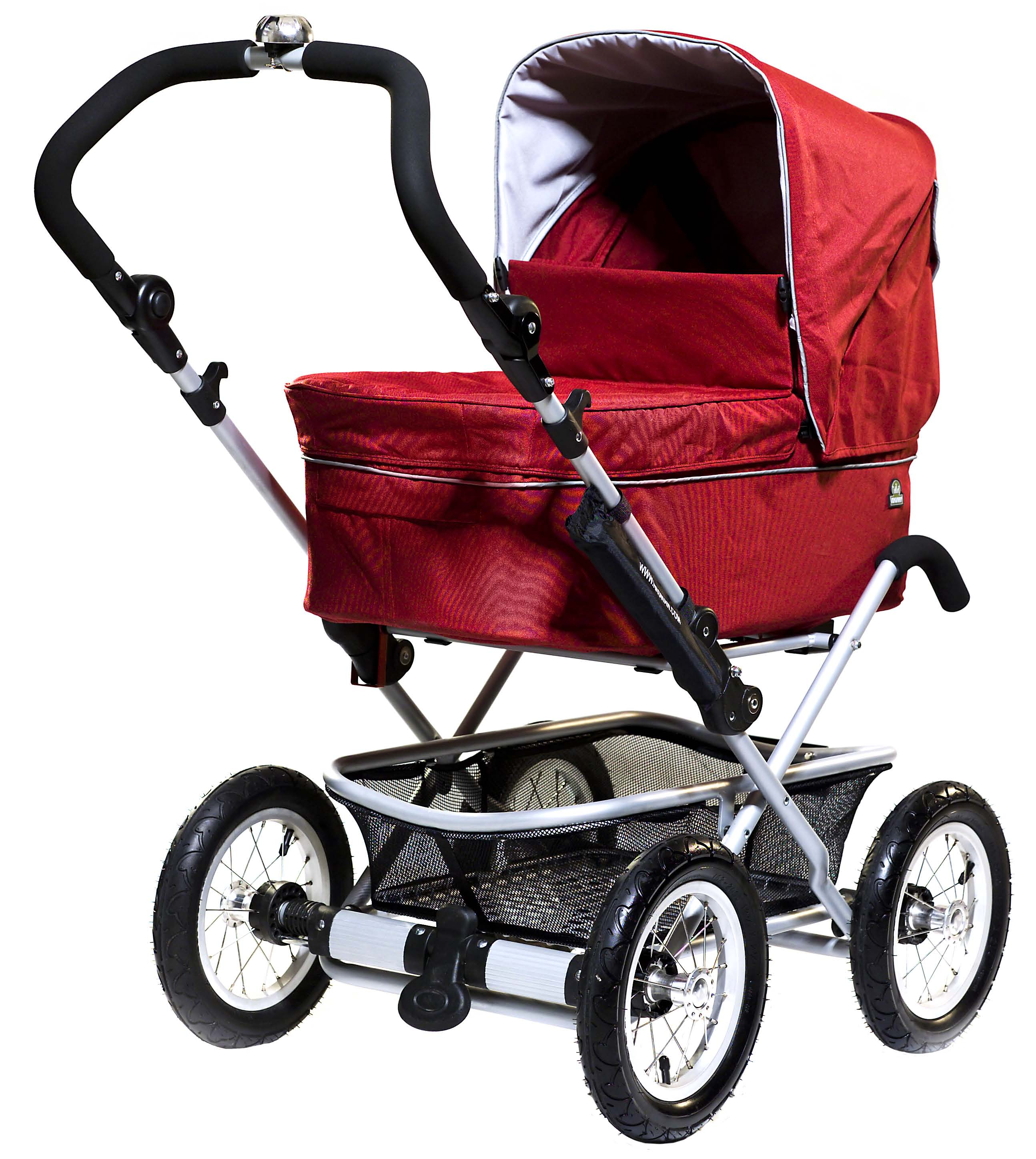
Một chiếc xe đẩy Crown Stroller màu đỏ.

Xe đẩy trẻ em là phương tiện di chuyển đối với trẻ sơ sinh và trẻ nhỏ (0 đến 3 tuổi) được cấu tạo phần thân là khung (thường là thép hoặc nhôm) có bánh xe. Trên khung xe có một cái ghế gọi là nôi (võng) mà có thể đặt đứa trẻ nằm hay ngồi. Một hệ thống tay cầm hoặc tay lái cho phép bạn lái và đẩy xe đẩy về phía trước.
Ngày nay xe đẩy có thể tháo rời phần đệm, lắp vào ghế xe ô tô hoặc xe nôi vào khung xe. Có nhiều loại xe đẩy khác nhau, tùy thuộc vào độ tuổi và nhu cầu sử dụng của trẻ và sở thích của cha mẹ.

## Lịch sử

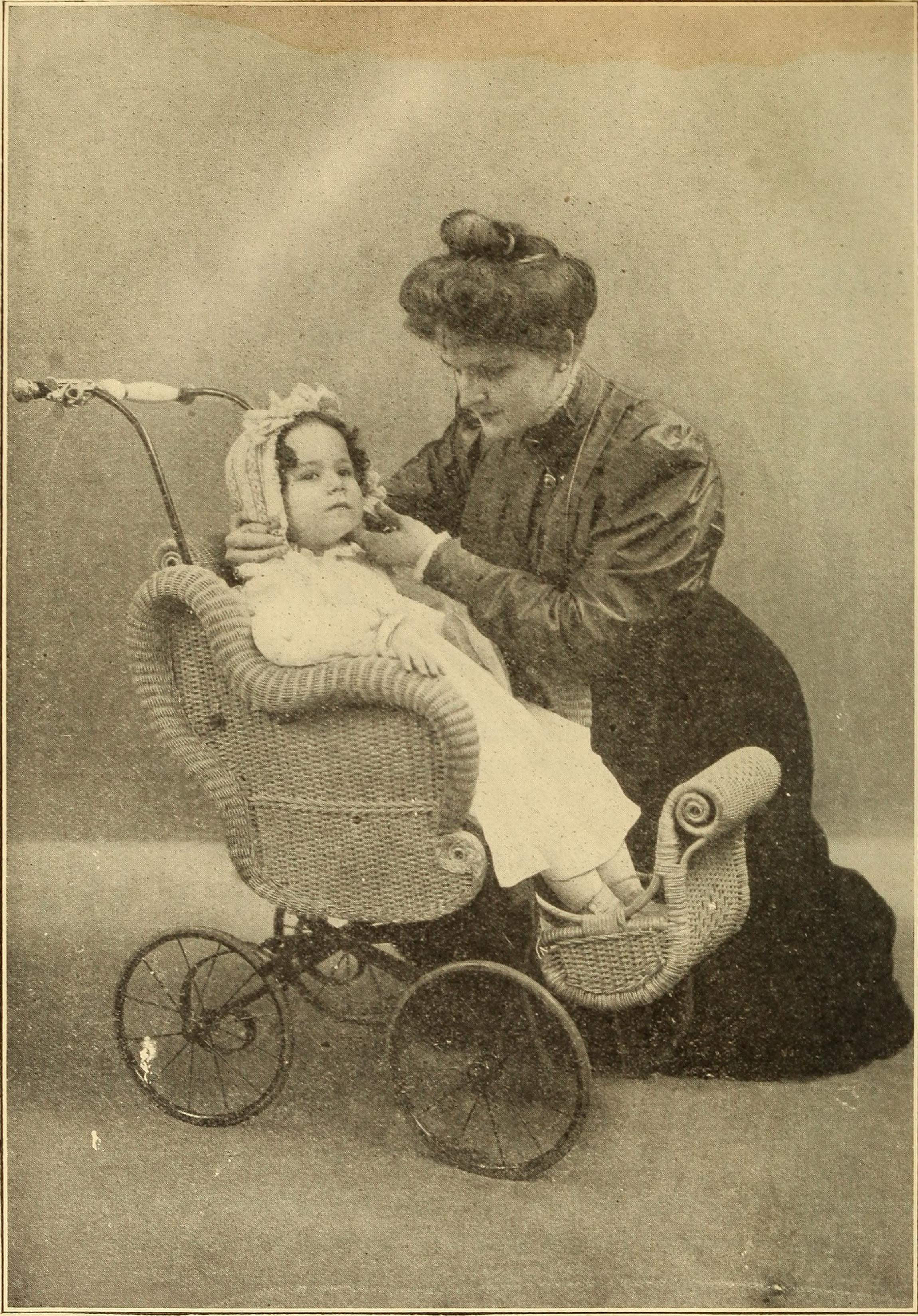
Trẻ được đi chơi bằng xe đẩy năm 1906.

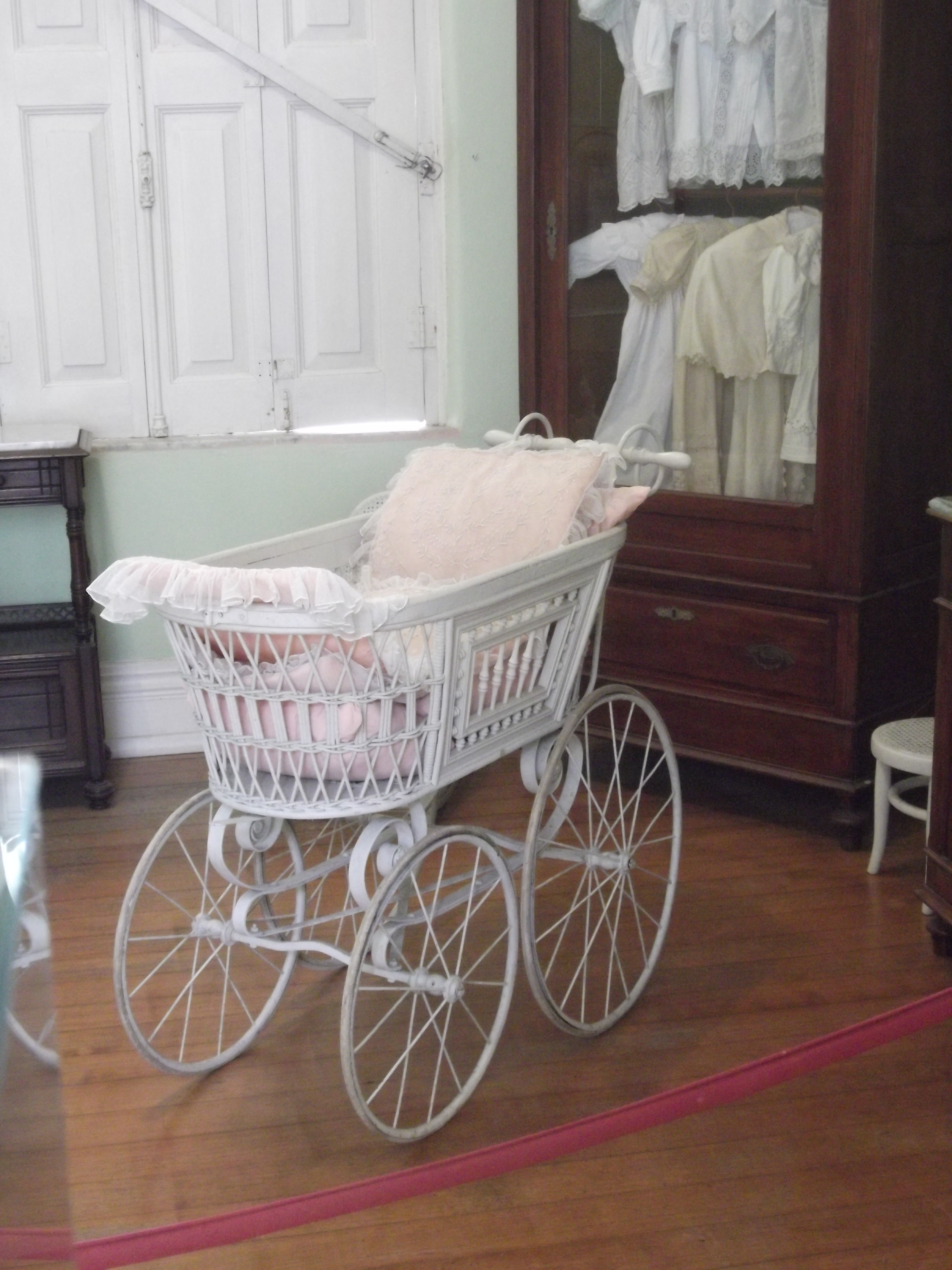
Loại xe đẩy của thế kỷ thứ 19.

Kiến trúc sư sân vườn người Anh là William Kent phát triển một xe đẩy đầu tiên vào năm 1733.
Năm 1733, Công tước Devonshire đã yêu cầu Kent chế tạo một phương tiện đi lại sẽ chở các con của mình. Kent thực hiện nghĩa vụ bằng cách thiết kế một cái giỏ hình vỏ sò có bánh xe mà bọn trẻ có thể ngồi. Loại xe này được trang trí rất phong phú và được kéo bởi một con dê hoặc con ngựa nhỏ.
Benjamin Potter Crandall đã thương mại hoá xe đẩy trẻ em ở Mỹ vào những năm 1830. Đây được xem là những chiếc xe đẩy trẻ em đầu tiên được sản xuất tại Mỹ. Con trai ông là Jesse Armor Crandall đã được cấp một số bằng sáng chế về cải tiến và bổ sung cho các mẫu xe chuẩn. Xe có thêm một phanh cho bánh xe, có thể gập lại, có dù che và móc treo ô.
Đến năm 1840, xe nôi trở nên vô cùng phổ biến. Victoria của Anh đã mua ba chiếc từ cửa hàng Hitchings Baby Store.
Xe đẩy ngày một trở nên rất phổ biến. Vào giữa thế kỷ 19, những chiếc xe này được làm bằng gỗ hoặc đan lát, nối với nhau bằng các khớp nối bằng đồng. Chúng đôi khi được trang trí công phu đến mức có thể coi là những tác phẩm nghệ thuật thực sự. Các mẫu xe cũng được đặt theo tên của hoàng gia: Công chúa và nữ công tước là những cái tên phổ biến giống như Balmoral và Windsor.
Vào tháng 6 năm 1889, William H. Richardson được cấp bằng sáng chế cho ý tưởng của mình về chiếc xe đẩy có thể đảo ngược đầu tiên. Bassinet được thiết kế để phần nôi xe có thể hướng ra ngoài hoặc hướng về phía cha mẹ. Ông cũng thực hiện thay đổi cấu trúc cho bánh xe, tại thời điểm đó trục của mỗi bánh xe không thể di chuyển riêng biệt. Thiết kế của Richardson cho phép điều này, giúp tăng khả năng cơ động của các bánh xe.
Vào thập niên 1920, xe đẩy đã có sẵn ở hầu hết các gia đình và trở nên an toàn hơn, với bánh xe lớn hơn, phanh, cũi nằm sâu hơn và khung thấp hơn, chắc chắn hơn.
Năm 1965, Owen Maclaren, một kỹ sư hàng không, đã cải tiến xe đẩy vì những bất tiện khi con gái ông đi từ Anh đến Mỹ với chiếc xe đẩy nặng nề. Sử dụng kiến thức về máy bay của mình, Maclaren đã thiết kế một chiếc xe đẩy với khung nhôm và tạo ra chiếc xe đẩy dù đầu tiên. Sau đó, ông tiếp tục thành lập hãng Maclaren để sản xuất và bán thiết kế mới của mình. Công việc sản xuất thuận lợi và chẳng mấy chốc "xe đẩy" trở nên dễ dàng vận chuyển và sử dụng ở khắp mọi nơi.
Tuy nhiên, vào những năm 1970, xu hướng này hướng tới một phiên bản cơ bản hơn, không hoàn toàn nổi bật và với phần thân xe có thể tháo rời được gọi là "carrycot". Ngày nay, xe "pram" rất hiếm khi được sử dụng, kích thước to và đắt đỏ khi so sánh với loại xe có tên "buggies".
Một trong những thương hiệu tồn tại lâu hơn và được biết đến nhiều hơn ở Anh là Silver Cross, lần đầu tiên được sản xuất tại Hunslet, Leeds vào năm 1877, và sau đó Guiseley từ năm 1936 cho đến năm 2002 khi nhà máy đóng cửa. Silver Cross sau đó được mua bởi công ty đồ chơi David Halsall and Sons, được chuyển trụ sở chính đến Skipton và mở rộng sang một loạt các sản phẩm mới, hiện đại cho trẻ em bao gồm xe "pushchair" và "xe đẩy du lịch". Họ tiếp tục bán những chiếc xe đẩy "coach pram" truyền thống của Silver Cross được sản xuất tại một nhà máy ở Bingley ở Yorkshire.

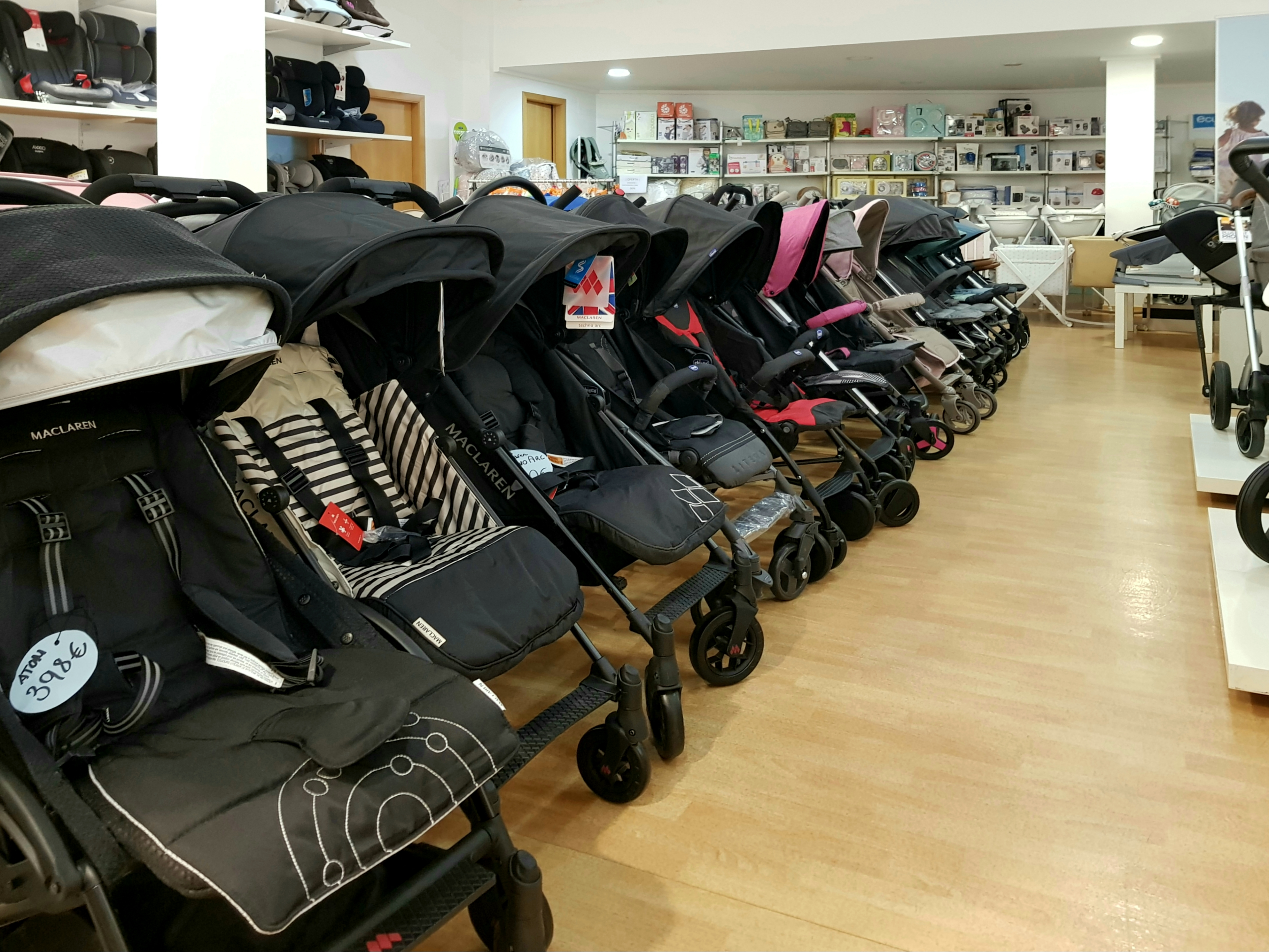
Xe đẩy tại một cửa hàng ở Dénia, Marina Alta

Từ những năm 1980, thiết kế của xe đẩy trở nên an toàn hơn và ngày càng được cung cấp nhiều phụ kiện hơn. Đến cuối những năm 1990, các nhà thiết kế đã thiết kế những chiếc xe đẩy hiện đại hơn, nguyên bản hơn. Đây là trường hợp xe đẩy của thương hiệu Bugaboo của Hà Lan và thương hiệu Stokke của Na Uy.
Ngày nay, về mặt an toàn, xe đẩy phải đáp ứng một số tiêu chuẩn quốc gia và châu Âu như tiêu chuẩn Pháp 54-001 của tháng 3 năm 1987 và tiêu chuẩn EN1888 của tháng 7 năm 2003. Có thể kể tới một số loại xe đẩy: xe đẩy gập gọn (poussettes canne), xe đẩy du lịch Travel System, xe đẩy địa hình, xe đẩy ba bánh, xe đẩy đôi, v.v. Các loại xe phù hơp với độ tuổi của trẻ và theo nhu cầu của cha mẹ và trẻ.

## Các loại xe đẩy

### Xe đẩy gấp gọn hình que (Poussette canne)
Tên gọi này xuất phát từ cấu tạo gấp theo 3 chiều, cho phép nó rút lại chiều dài sau đó theo chiều rộng. Nó cũng được gọi là "xe đẩy dù". Xe siêu nhỏ gọn (gấp và mở ra), nhẹ (trung bình 6 kg) và rất tiện dụng. Nó thường là một xe đẩy cho trẻ từ 2 tuổi. Ngoài ra, nó được sử dụng từ 6 tháng 9 tháng, kể từ khi trẻ thích tư thế ngồi.
Đôi khi xe có thể được sử dụng từ khi sinh ra nếu ghế có thể nghiêng hơn 150 ° và nếu dây an toàn phù hợp hợc nếu có thể gắn vỏ/ghế xe hơi vào xe đẩy. Khung thường được làm bằng vật liệu rất nhẹ: phần lớn các mẫu có sẵn từ năm 2012 trên thị trường Pháp có trọng lượng dưới 10 kg. Nhôm ngày nay là vật liệu được các nhà sản xuất coi là giải pháp tối ưu giữa nhẹ và chắc chắn để thiết kế xe đẩy gập nhỏ gọn, chắc chắn và an toàn cho bé..

### Xe đẩy hoàn chỉnh
Nó là một chiếc xe đẩy có thể gập lại trong một lần và chiếm rất ít không gian. Nó nhẹ và đôi khi thậm chí được coi là hành lý cabin. Nổi tiếng nhất là xe đẩy Yoyo từ Babyzen và xe đẩy Squizz từ Looping.

### Xe đẩy du lịch (Travel System)
Xe đẩy được gọi là Travel System vì có thể dùng linh hoạt xe nôi, ghế trên ô tô cho trẻ em và có thể dùng cho trẻ sơ sinh.

### Xe đẩy mọi địa hình
Nó thường được trang bị ba bánh xe (hai ở phía sau và một ở phía trước) khá lớn cho phép lưu thông trên mọi loại địa hình. Xe cũng cung cấp các tùy chọn giúp thoải mái trẻ và cha mẹ dễ chịu hơn (giảm xóc, bánh xe bơm hơi, ghế đệm, phanh cải tiến, v.v.), thường làm cho xe nặng và cồng kềnh hơn.

### Xe đẩy ba bánh
Xe đẩy ba bánh rất thường là xe đẩy trên mọi địa hình nhưng nó chỉ có thể được sử dụng trong đô thị, nếu nó có bánh xe nhỏ hoặc không có hệ thống treo của lò xo giảm xóc.

### Xe đẩy đôi hoặc ba
Có hai loại xe đẩy đôi: xe đẩy cho trẻ sinh đôi và xe đẩy cho trẻ nhỏ. Xe đẩy đôi có thể xe đẩy du lịch, có thể sử dụng cho trẻ sơ sinh, cho phép nhiều sự kết hợp giữa xe nôi và ghế ngồi trên xe ô tô.
Mặt khác, nó có thể là xe đẩy gập, có thể sử dụng được từ 6 tháng 9 hoặc sơ sinh nếu ghế ngồi ngả hơn 150 ° và nếu dây nịt phù hợp. Xe đẩy ba có thể chứa 3 trẻ em, thường là từ sơ sinh.

### Xe đẩy cho trẻ 1 tuổi
Điều này có nghĩa là chiếc xe đẩy có thể được sử dụng từ khi sinh ra.

### Xe đẩy cho trẻ 2 tuổi
Điều này có nghĩa là chiếc xe đẩy có thể được sử dụng từ 6 tháng.

## Thư viện ảnh

Xe đẩy nghiêng từ phía sau với đỉnh mui trần của Thái tử Gustaf (VI), do công ty Hitchings Limited, London sản xuất
Xe đẩy bằng mây
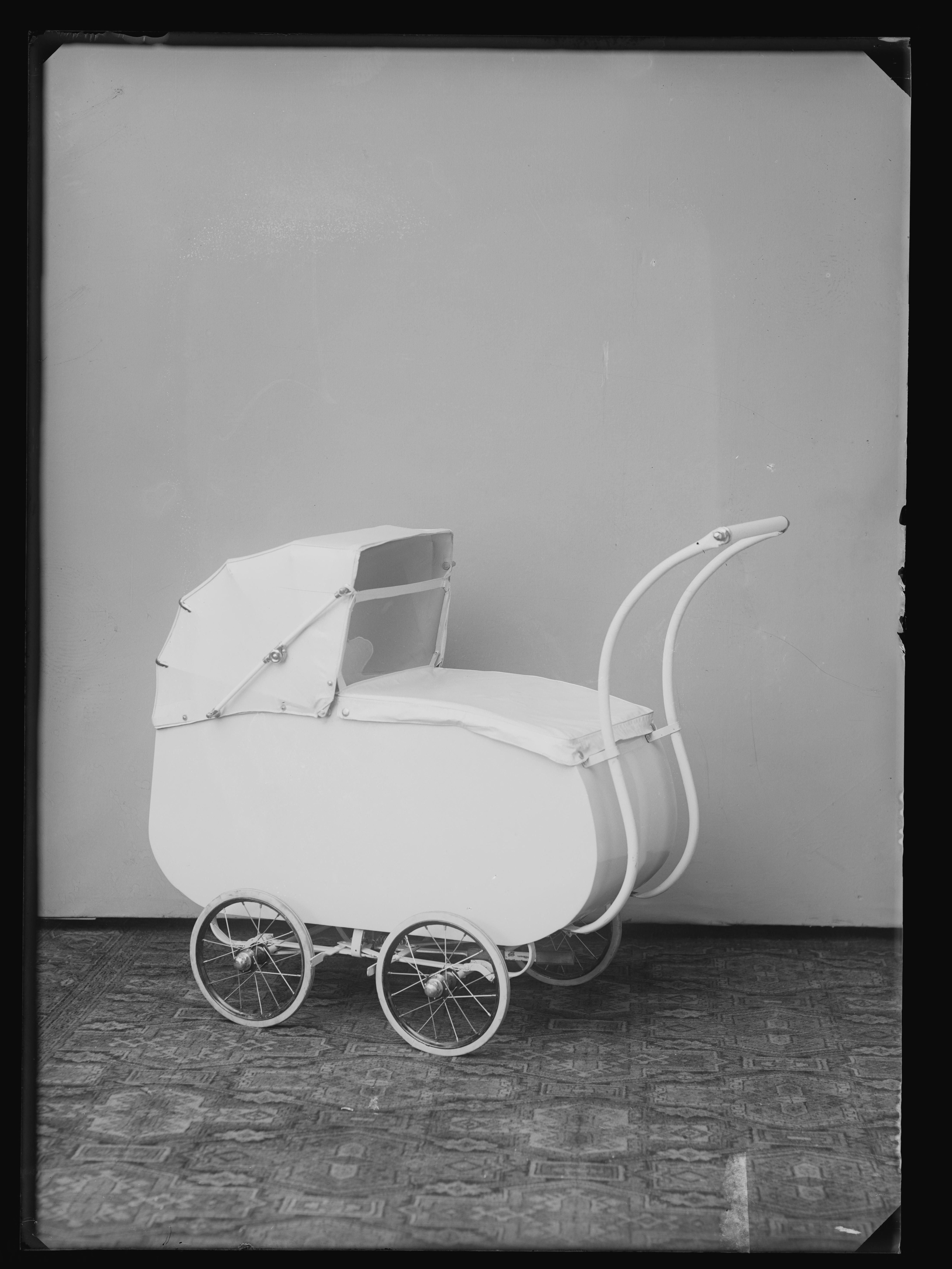
Xe đẩy Falster
Xe đẩy có mái che của Thái tử Gustaf
Chiếc xe đẩy Pram Cross Silver năm 1970
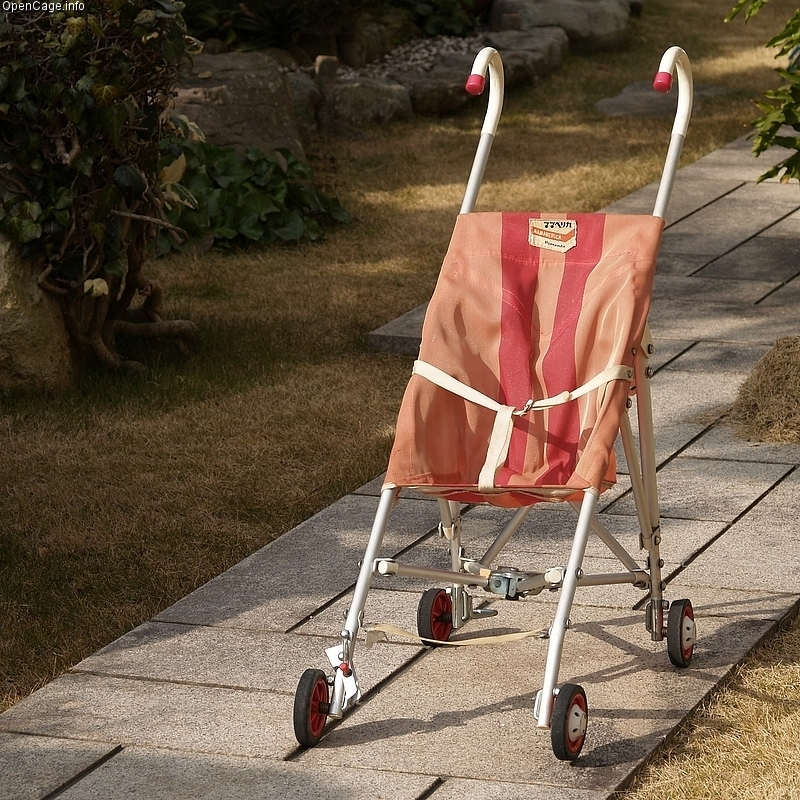
Một chiếc xe đẩy gọn nhẹ
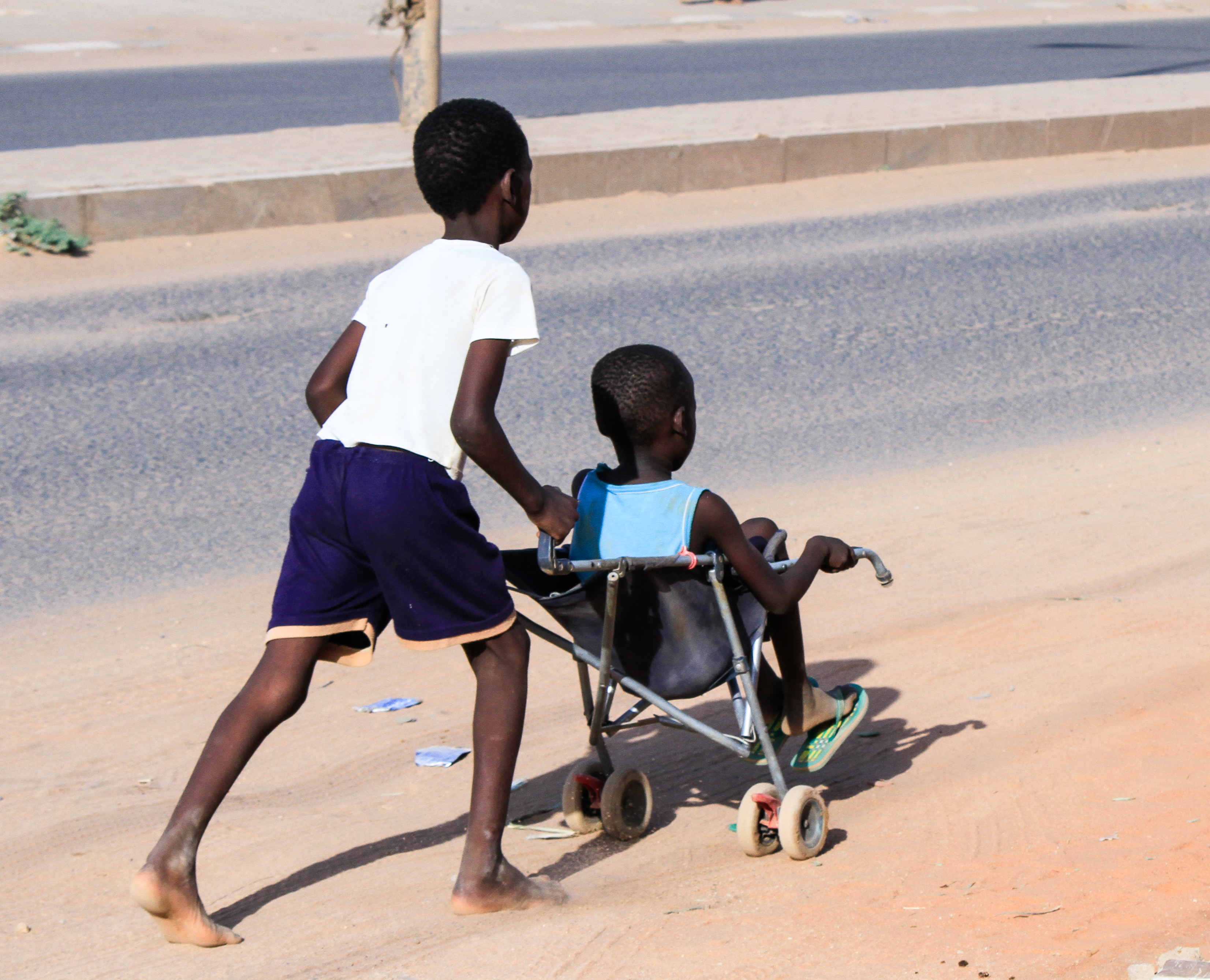
Cô bé đẩy em trai trên xe đẩy tại Sudan
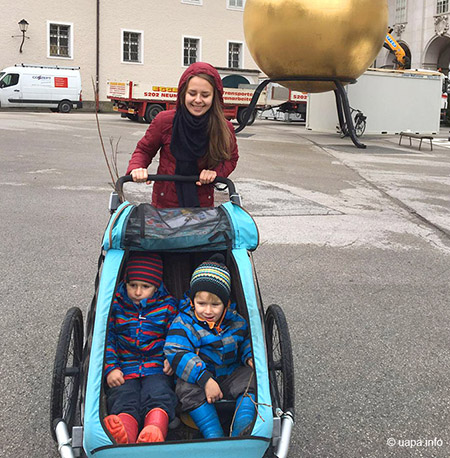
Xe đẩy dã ngoại Jogging Stroller
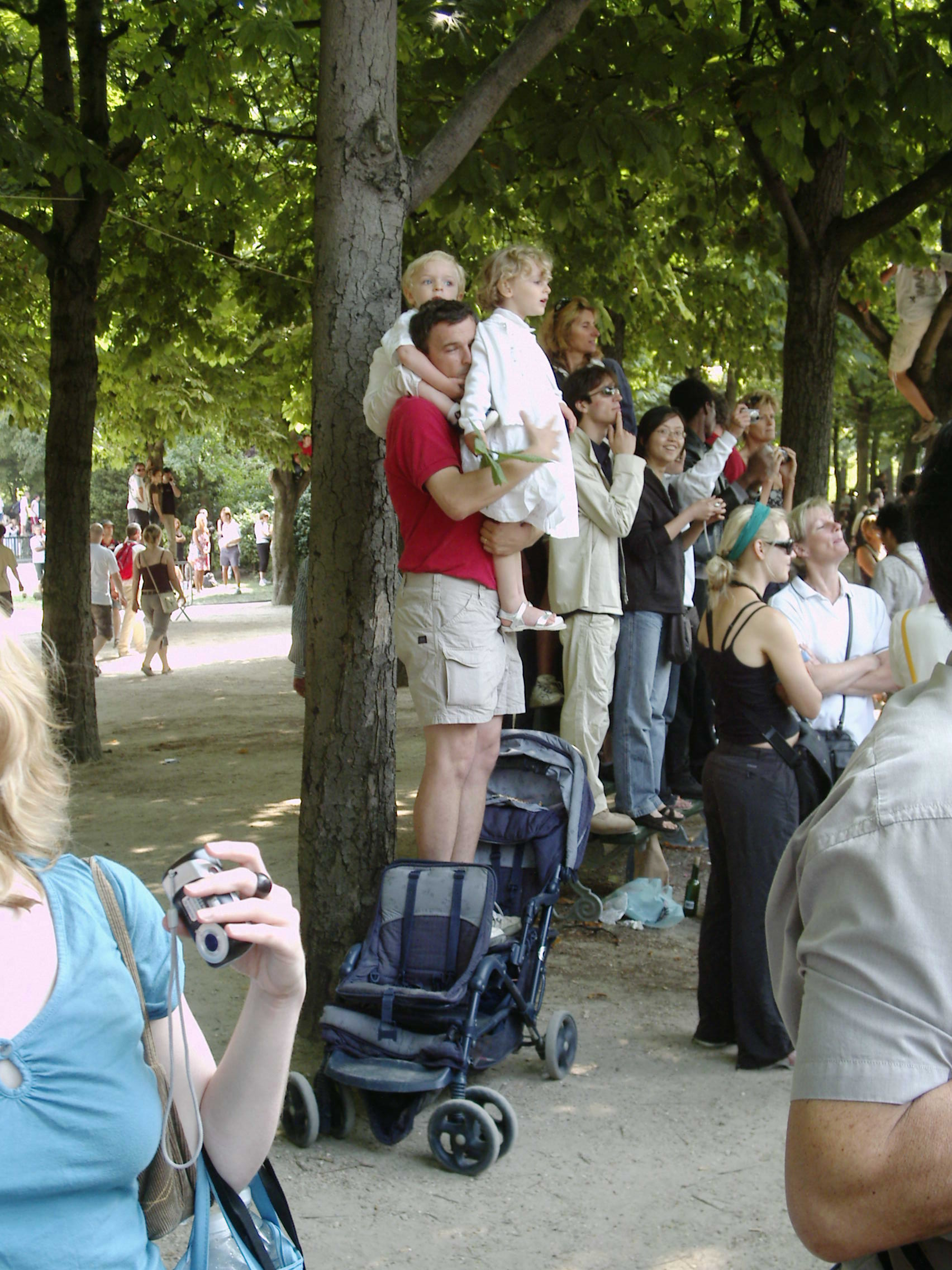
Xe đẩy đôi của hai đứa trẻ được bố cõng